# Aetideidae
Aetideidae är en familj av kräftdjur. Aetideidae ingår i ordningen Calanoida, klassen Maxillopoda, fylumet leddjur och riket djur. Enligt Catalogue of Life omfattar familjen Aetideidae 213 arter. 

## Dottertaxa till Aetideidae, i alfabetisk ordning[1][2]
- Aetideopsis
- Aetideus
- Azygokeras
- Batheuchaeta
- Bradyetes
- Bradyidius
- Chiridiella
- Chiridius
- Chirundina
- Chirundinella
- Comantenna
- Crassantenna
- Euchirella
- Gaetanus
- Gaidiopsis
- Jaschnovia
- Lutamator
- Mesocomantenna
- Paivella
- Parabradyidius
- Paracomantenna
- Prolutamator
- Pseudaetideus
- Pseudeuchaeta
- Pseudochirella
- Pseudotharybis
- Pterochirella
- Senecella
- Sursamucro
- Undeuchaeta
- Valdiviella